# كين روزوول
كين روزوول (بالإنجليزية: Ken Rosewall)‏ مواليد 2 نوفمبر 1934 في سيدني، هو لاعب كرة مضرب أسترالي سابق بدأ مسيرته كمحترف سنة 1956 وكان يلعب باليد اليمنى، اعتزل اللعب في 1980. سبق أن كان المصنف الأول عالمياً. كما أنه أحد أبطال الجراند سلام.

## بطولات حققها
- دورة رولان غاروس الدولية
- بطولة ويمبلدون
- بطولة أستراليا المفتوحة للتنس
- بطولة أمريكا المفتوحة للتنس

## روابط خارجية
- كين روزوول على موقع IMDb (الإنجليزية)
- كين روزوول على موقع الموسوعة البريطانية (الإنجليزية)
- كين روزوول على موقع مونزينجر (الألمانية)
- كين روزوول على موقع إن إن دي بي (الإنجليزية)
- كين روزوول على موقع رابطة محترفي التنس (الإنجليزية)
- كين روزوول على موقع الاتحاد الدولي لكرة المضرب (الإنجليزية)
- كين روزوول على موقع كأس ديفيز (الإنجليزية)
- كين روزوول على موقع قاعة مشاهير كرة المضرب الدولية (الإنجليزية)
- كين روزوول على موقع اتحاد التنس الأسترالي (الإنجليزية)
- كين روزوول على موقع خلاصة التنس.كوم (الإنجليزية)
- كين روزوول على موقع قاعة أستراليا للمشاهير الرياضية (الإنجليزية)